# Survivor: San Juan del Sur
Survivor: San Juan del Sur — Blood vs. Water, es la vigésima novena temporada del reality show estadounidense de supervivencia Survivor, transmitido por la cadena CBS. Se estrenó el 24 de septiembre de 2014. Al igual que en Survivor: Blood vs Water, la temporada cuenta con parejas de seres queridos que compiten entre sí, pero a diferencia de la temporada anteriormente mencionada, esta vez todos los participantes son nuevos. La temporada fue filmada en San Juan del Sur, Nicaragua, la misma ubicación que Survivor: Nicaragua y Survivor: Redemption Island.
En esta temporada se vio el regreso de "La Isla de Exilio", que se utilizó por última vez en Survivor: Tocantins. En lugar de un reto de la semana, un náufrago y su ser querido se enfrentarán en un duelo. El perdedor va a "La Isla de Exilio", mientras que el ganador gana un premio para su tribu y debe enviar a uno de sus compañeros de tribu a "La Isla de Exilio". Los dos náufragos que son enviados a "La Isla de Exilio", tienen que elegir uno de los dos vasos que se encuentran allí, donde sólo uno de ellos tiene una pista sobre un ídolo de inmunidad oculto situado en el campamento de su tribu.

## Equipo del programa
- Presentador: Jeff Probst lidera los desafíos grupales, individuales y los consejos tribales.

## Concursantes
El elenco estuvo compuesto por 18 nuevos jugadores, divididos en dos tribus: Coyopa y Hunahpu, que contienen nueve miembros cada una.
| Concursante                                                           | Tribu Original | Tribu Mezclada      | Tribu Fusionada      | Resultado final                                |
| --------------------------------------------------------------------- | -------------- | ------------------- | -------------------- | ---------------------------------------------- |
| Natalie Anderson 28, Edgewater, New Jersey Hermana gemela de Nadiya   | Hunahpú        | Hunahpú             | Huyopa               | Única Sobreviviente                            |
| Jaclyn Schultz 25, Las Vegas, Nevada Novia de Jon                     | Coyopa         | Coyopa              | Huyopa               | 2° Lugar                                       |
| Missy Payne 47, Dallas, Texas Madre de Baylor                         | Hunahpú        | Coyopa              | Huyopa               | 3° Lugar                                       |
| Keith Nale ✟ 53, Shreveport, Louisiana Padre de Wes                   | Hunahpú        | Coyopa              | Huyopa               | 14.to Eliminado 8.vo Miembro del jurado Día 38 |
| Baylor Wilson 20, Nashville, Tennessee Hija de Missy                  | Coyopa         | Coyopa              | Huyopa               | 13.ra Eliminada 7.mo Miembro del jurado Día 37 |
| Jon Misch 26, Waterford, Michigan Novio de Jaclyn                     | Hunahpú        | Coyopa              | Huyopa               | 12.do Eliminado 6.to Miembro del jurado Día 35 |
| Alec Christy 22, Winter Park, Florida Hermano de Drew                 | Coyopa         | Hunahpú             | Huyopa               | 11.ro Eliminado 6.to Miembro del jurado Día 32 |
| Reed Kelly 31, New York City, New York Novio de Josh                  | Hunahpú        | Hunahpú             | Huyopa               | 10.mo Eliminado 4.to Miembro del jurado Día 29 |
| Wes Nale 23, Shreveport, Louisiana Hijo de Keith                      | Coyopa         | Hunahpú             | Huyopa               | 9.no Eliminado 3.er Miembro del jurado Día 26  |
| Jeremy Collins 36, Foxborough, Massachusetts Esposo de Val            | Hunahpú        | Hunahpú             | Huyopa               | 8.vo Eliminado 2.do Miembro del jurado Día 24  |
| Josh Canfield 32, New York City, New York Novio de Reed               | Coyopa         | Hunahpú             | Huyopa               | 7.mo Eliminado 1.er Miembro del jurado Día 21  |
| Julie McGee 34, Atlanta, Georgia Novia de John                        | Hunahpú        | Hunahpú             | Huyopa               | Abandonó Día 18                                |
| Dale Wentworth 55, Ephrata, Washington Padre de Kelley                | Coyopa         | Coyopa              |                      | 6.ª Eliminado Día 15                           |
| Kelley Wentworth 28, Seattle, Washington Hija de Dale                 | Hunahpú        | Coyopa              | 5.ª Eliminada Día 13 |                                                |
| Drew Christy 25, Winter Park, Florida Hermano de Alec                 | Hunahpú        |                     | 4.° Eliminado Día 10 |                                                |
| John Rocker 39, Statesboro, Georgia Novio de Julie                    | Coyopa         | 3.ª Eliminado Día 8 |                      |                                                |
| Val Collins 35, Foxborough, Massachusetts Esposa de Jeremy            | Coyopa         | 2.ª Eliminada Día 6 |                      |                                                |
| Nadiya Anderson 28, Edgewater, Nueva Jersey Hermana gemela de Natalie | Coyopa         | 1.ª Eliminada Día 3 |                      |                                                |

### Después de Filmar

#### The Challenge
| Miembro del Elenco | Desafíos       | Desafíos ganados | Dinero ganado |
| ------------------ | -------------- | ---------------- | ------------- |
| Natalie Anderson   | Agentes Dobles | –                | $0            |

Desafío en negrita indica que el concursante fue finalista en esa temporada.

## Desarrollo
| Título del episodio            | Fecha de emisión         | Ganadores de los desafíos                    | Ganadores de los desafíos | Exiliado(a) | Eliminado(a)    | Final                                          |
| Título del episodio            | Fecha de emisión         | Recompensa                                   | Immunidad                 | Exiliado(a) | Eliminado(a)    | Final                                          |
| ------------------------------ | ------------------------ | -------------------------------------------- | ------------------------- | ----------- | --------------- | ---------------------------------------------- |
| "Suck It Up and Survive"       | 24 de septiembre de 2014 | Jeremy                                       | Hunahpu                   | Keith       | Nadiya          | 1.ª Eliminada Día 3                            |
| "Suck It Up and Survive"       | 24 de septiembre de 2014 | Jeremy                                       | Hunahpu                   | Val         | Nadiya          | 1.ª Eliminada Día 3                            |
| "Method To This Madness"       | 1 de octubre de 2014     | Julie                                        | Hunahpu                   | Jeremy      | Val             | 2.ª Eliminada Día 6                            |
| "Method To This Madness"       | 1 de octubre de 2014     | Julie                                        | Hunahpu                   | John        | Val             | 2.ª Eliminada Día 6                            |
| "Actions vs. Accusations"      | 8 de octubre de 2014     | Wes                                          | Hunahpu                   | Josh        | John            | 3.er Eliminado Día 8                           |
| "Actions vs. Accusations"      | 8 de octubre de 2014     | Wes                                          | Hunahpu                   | Keith       | John            | 3.er Eliminado Día 8                           |
| "We're a Hot Mess"             | 15 de octubre de 2014    | Jon                                          | Coyopa                    | Drew        | Drew            | 4.° Eliminado Día 10                           |
| "We're a Hot Mess"             | 15 de octubre de 2014    | Jon                                          | Coyopa                    | Jaclyn      | Drew            | 4.° Eliminado Día 10                           |
| "Blood Is Blood"               | 22 de octubre de 2014    | N/A                                          | Hunahpú                   | N/A         | Kelley          | 5.ª Eliminada Día 13                           |
| "Blood Is Blood"               | 22 de octubre de 2014    | N/A                                          | Hunahpú                   | N/A         | Kelley          | 5.ª Eliminada Día 13                           |
| "Make Some Magic Happen"       | 29 de octubre de 2014    | Reed                                         | Hunahpú                   | Natalie     | Dale            | 6.° Eliminado Día 15                           |
| "Make Some Magic Happen"       | 29 de octubre de 2014    | Reed                                         | Hunahpú                   | Baylor      | Dale            | 6.° Eliminado Día 15                           |
| "Million Dollar Decision"      | 5 de noviembre de 2014   | N/A                                          | Keith                     | N/A         | Julie           | Abandonó Día 18                                |
| "Million Dollar Decision"      | 5 de noviembre de 2014   | N/A                                          | Keith                     | N/A         | Julie           | Abandonó Día 18                                |
| "Wrinkle in the Plan"          | 12 de noviembre de 2014  | Jeremy,Keith, Natalie,Reed,Wes               | Jeremy                    | Jon         | Josh            | 7.° Eliminado Día 21                           |
| "Wrinkle in the Plan"          | 12 de noviembre de 2014  | Jeremy,Keith, Natalie,Reed,Wes               | Jeremy                    | Jon         | Josh            | 1.er Miembro del jurado                        |
| "Gettin' to Crunch Time"       | 19 de noviembre de 2014  | Alec,Baylor, Jeremy,Natalie Reed(Jaclyn,Jon) | Baylor                    | Jeremy      | Jeremy          | 8.° Eliminado Día 24                           |
| "Gettin' to Crunch Time"       | 19 de noviembre de 2014  | Alec,Baylor, Jeremy,Natalie Reed(Jaclyn,Jon) | Baylor                    | Jeremy      | Jeremy          | 2.do Miembro del jurado                        |
| "This Is Where We Build Trust" | 26 de noviembre de 2014  | Alec,Jaclyn,Jon, Reed(Missy)                 | Reed                      | Wes         | Wes             | 9.° Eliminado Día 26                           |
| "This Is Where We Build Trust" | 26 de noviembre de 2014  | Alec,Jaclyn,Jon, Reed(Missy)                 | Reed                      | Wes         | Wes             | 3.er Miembro del jurado                        |
| "Kind Of Like Cream Cheese"    | 3 de diciembre de 2014   | Missy [Baylor, Natalie]                      | Keith                     | Jon         | Reed            | 10.mo Eliminado 4.to Miembro del jurado Día 29 |
| "Still Holdin' On"             | 3 de diciembre de 2014   | Natalie [Jaclyn, Jon]                        | Jon                       | Alec        | Alec            | 11.ro Eliminado 6.to Miembro del jurado Día 32 |
| "Let's Make a Move"            | 10 de diciembre de 2014  | Jon, (Baylor), Keith, Missy                  | Natalie                   | Natalie     | Jon             | 12.do Eliminado 6.to Miembro del jurado Día 35 |
| "This Is My Time"              | 17 de diciembre de 2014  | Keith                                        | Keith                     | Jaclyn      | Baylor          | 13.er Eliminada 7.mo Miembro del jurado Día 37 |
| "This Is My Time"              | 17 de diciembre de 2014  | No                                           | Jaclyn                    | No          | Keith           | 14.to Eliminado 8.vo Miembro del jurado Día 38 |
| "Reunion"                      | 17 de diciembre de 2014  |                                              |                           |             | Voto del jurado | Voto del jurado                                |
| "Reunion"                      | 17 de diciembre de 2014  | Missy                                        | 3° Lugar                  |             |                 |                                                |
| "Reunion"                      | 17 de diciembre de 2014  | Jaclyn                                       | 2.° Lugar                 |             |                 |                                                |
| "Reunion"                      | 17 de diciembre de 2014  | Natalie                                      | Única Sobreviviente       |             |                 |                                                |

## Votos del «Consejo Tribal»
| Episodio #: | 1      | 2      | 2      | 3      | 4       | 5      | 6     | 7        | 8      | 9      | 10    | 11    | 12    | 13     | 13     | 14     | 14    |  |  |  |  |  |  |  |  |  |  |  |  |  |  |  |
| Eliminados: | Nadiya | Empate | Val    | John   | Drew    | Kelley | Dale  | Julie    | Josh   | Jeremy | Wes   | Reed  | Alec  | Empate | Jon    | Baylor | Keith |  |  |  |  |  |  |  |  |  |  |  |  |  |  |  |
| Votos:      | 5-3-1  | 4-4    | 5-1    | 5-2    | 5-2-1-1 | 3-2-2  | 3-2-1 | Abandonó | 6-5    | 5-3-2  | 2-0-0 | 7-1   | 4-3   | 2-2-2  | 2-1-0  | 2-0    | 3-1   |  |  |  |  |  |  |  |  |  |  |  |  |  |  |  |
| Concursante | Votos  | Votos  | Votos  | Votos  | Votos   | Votos  | Votos | Votos    | Votos  | Votos  | Votos | Votos | Votos | Votos  | Votos  | Votos  | Votos |  |  |  |  |  |  |  |  |  |  |  |  |  |  |  |
| Natalie     |        |        |        |        | Drew    |        |       |          | Josh   | Keith  | Keith | Reed  | Alec  | Jon    | Jon    | Baylor | Keith |  |  |  |  |  |  |  |  |  |  |  |  |  |  |  |
| Jaclyn      | Dale   | Baylor | Baylor | John   |         | Kelley | Dale  |          | Josh   | Jeremy | Wes   | Reed  | Keith | Keith  | N/A    | Baylor | Keith |  |  |  |  |  |  |  |  |  |  |  |  |  |  |  |
| Missy       |        |        |        |        | Drew    | Kelley | Keith |          | Josh   | Jeremy | Keith | Reed  | Alec  | Jaclyn | Jaclyn | Jaclyn | Keith |  |  |  |  |  |  |  |  |  |  |  |  |  |  |  |
| Keith       |        |        |        |        | Julie   | Dale   | Dale  |          | Baylor | Reed   | Jon   | Reed  | Alec  | Jon    | N/A    | Jaclyn | Missy |  |  |  |  |  |  |  |  |  |  |  |  |  |  |  |
| Baylor      | Nadiya | Val    | N/A    | John   |         | Kelley | Keith |          | Josh   | Jeremy | Keith | Reed  | Alec  | Jaclyn | Jon    | Jaclyn |       |  |  |  |  |  |  |  |  |  |  |  |  |  |  |  |
| Jon         |        |        |        |        | Keith   | Dale   | Dale  |          | Josh   | Jeremy | Wes   | Reed  | Keith | Keith  | N/A    |        |       |  |  |  |  |  |  |  |  |  |  |  |  |  |  |  |
| Alec        | Nadiya | Baylor | Val    | John   |         |        |       |          | Baylor | Reed   | Jon   | Reed  | Keith |        |        |        |       |  |  |  |  |  |  |  |  |  |  |  |  |  |  |  |
| Reed        |        |        |        |        | Julie   |        |       |          | Baylor | Jeremy | Jon   | Missy |       |        |        |        |       |  |  |  |  |  |  |  |  |  |  |  |  |  |  |  |
| Wes         | Nadiya | Val    | Val    | John   |         |        |       |          | Baylor | Reed   | Jon   |       |       |        |        |        |       |  |  |  |  |  |  |  |  |  |  |  |  |  |  |  |
| Jeremy      |        |        |        |        | Drew    |        |       |          | Josh   | Keith  |       |       |       |        |        |        |       |  |  |  |  |  |  |  |  |  |  |  |  |  |  |  |
| Josh        | Baylor | Val    | Val    | John   |         |        |       |          | Baylor |        |       |       |       |        |        |        |       |  |  |  |  |  |  |  |  |  |  |  |  |  |  |  |
| Julie       |        |        |        |        | Drew    |        |       |          |        |        |       |       |       |        |        |        |       |  |  |  |  |  |  |  |  |  |  |  |  |  |  |  |
| Dale        | Nadiya | Val    | Val    | Baylor |         | Baylor | Missy |          |        |        |       |       |       |        |        |        |       |  |  |  |  |  |  |  |  |  |  |  |  |  |  |  |
| Kelley      |        |        |        |        | Drew    | Baylor |       |          |        |        |       |       |       |        |        |        |       |  |  |  |  |  |  |  |  |  |  |  |  |  |  |  |
| Drew        |        |        |        |        | Kelley  |        |       |          |        |        |       |       |       |        |        |        |       |  |  |  |  |  |  |  |  |  |  |  |  |  |  |  |
| John        | Nadiya | Baylor | Val    | Baylor |         |        |       |          |        |        |       |       |       |        |        |        |       |  |  |  |  |  |  |  |  |  |  |  |  |  |  |  |
| Val         | Dale   | Baylor | N/A    |        |         |        |       |          |        |        |       |       |       |        |        |        |       |  |  |  |  |  |  |  |  |  |  |  |  |  |  |  |
| Nadiya      | Dale   |        |        |        |         |        |       |          |        |        |       |       |       |        |        |        |       |  |  |  |  |  |  |  |  |  |  |  |  |  |  |  |

| Votos del jurado | Votos del jurado | Votos del jurado | Votos del jurado |
| Episodio #       | 14               | 14               | 14               |
| ---------------- | ---------------- | ---------------- | ---------------- |
| Día #            | 39               | 39               | 39               |
| Finalistas       | Missy            | Jaclyn           | Natalie          |
| Votos            | 5-2-1            | 5-2-1            | 5-2-1            |
|                  |                  |                  |                  |
| Jurado           | Voto             | Voto             | Voto             |
| Keith            |                  |                  | Natalie          |
| Baylor           | Missy            |                  |                  |
| Jon              |                  | Jaclyn           |                  |
| Alec             |                  |                  | Natalie          |
| Reed             |                  | Jaclyn           |                  |
| Wes              |                  |                  | Natalie          |
| Jeremy           |                  |                  | Natalie          |
| Josh             |                  |                  | Natalie          |

1. 1 2 3 4 5  Este náufrago ganó el duelo héroe, ganando recompensa para toda su tribu y el envío de una persona de su tribu para unirse al perdedor del duelo en "La Isla de Exilio".
2. 1 2 3 4 5  Perdió el duelo y fue enviado a "La Isla de Exilio".
3. 1 2 3  Enviado a "La Isla de Exilio", los ganadores tienen que enviar a uno de los perdedores y así siendo enviado el/ella.
4. ↑  La primera votación resultó en un doble empate (Baylor y Val con cuatro votos cada una), por lo cual se realizó una re-votación. Los participantes involucrados en el empate no votarían y los  restantes sólo podían votar por los dos empatados.
5. ↑  Jon y Keith usaron su ídolo de inmunidad oculto, por lo tanto, cuatro votos extra contra Jon no fueron contados y tres votos extra contra Keith tampoco fueron contados.
6. ↑  La primera votación resultó en un triple empate (Jon,Jaclyn y Keith con dos votos cada uno), por lo cual se realizó una re-votación. Los participantes involucrados en el empate no votarían y los  restantes sólo podían votar por los tres empatados.
7. ↑  Natalie usó su ídolo de inmunidad oculto para Jaclyn, por lo tanto, tres votos extra contra Jaclyn no fueron contados.